# La Théorie du Y
La Théorie du Y est une série créée par Caroline Taillet et Martin Landmeters et qui traite de la bisexualité et de la pansexualité. Le pilote a été mis en ligne sur le site de la RTBF le 28 septembre 2016. Ce pilote a remporté le vote du public organisé par la RTBF et a décroché une enveloppe de production pour une saison complète diffusée à partir du 20 avril 2017. La saison 2 est sortie en 2019 et la saison 3 en 2022, toutes sont disponibles sur Youtube.  
Les deux premières saisons sont centrées sur Anna (Léone François), une jeune fille qui découvre sa bisexualité et le monde LGBTQIA+. Il s'agit d'une adaptation de la pièce de théâtre éponyme. La saison 3 repart avec un nouveau personnage principal, Gaspard, et traite de bisexualité masculine, d'ouverture de couple, de transidentité et de PMA. 

## Synopsis

### Saison 1 et 2
Anna (Léone François) est en couple avec Matteo. Lors d'une soirée, elle se découvre une attirance pour Claire (Ophélie Honoré). Cet événement va entraîner Anna dans une quête d'identité. 

### Saison 3
Gaspard, aide-soignant dans une maison de repos, forme un couple fusionnel avec Jo. Sincère avec elle, il ne lui a jamais caché son attirance pour les hommes. Lorsque ce désir refait surface, ils décident de l’explorer ensemble…

## Distribution
| Acteur               | Personnage |
| -------------------- | ---------- |
| Léone François       | Anna       |
| Gaspard Rozenwaijn   | Gaspard    |
| Salim Talbi          | Malik      |
| Caroline Taillet     | Jo         |
| Ophélie Honoré       | Claire     |
| Emilien Vekemans     | Sam        |
| Violette de Leu      | Lucie      |
| Dirk Van Vaerenbergh | Evelien    |
| Andrea Romano        | Michele    |
| Colin Javaux         | Matteo     |
| Arber Aliaj          | Victor     |
| Nancy Nkusi          | Romy       |
| Noémi Knecht         | Vale       |
| Tara Beckers         | Charlotte  |
| Lylybeth Merle       | Lylybeth   |

## Production
La Théorie du Y est née à la suite d'un appel à projets pour la web-série lancée par la cellule Webcréation & Transmédia de la RTBF et à la suite duquel cinq pilotes ont été produits avec une enveloppe de 10 000 euros chacun. Les pilotes étaient ensuite soumis au vote du public qui pouvait décider de la série qui serait produite.

### Saison 1 (2016)
La première saison, composée de dix épisodes d'environ 8 minutes chacun (11 avec le pilote), est diffusée sur le site de la RTBF, ses applications PlayStation et Smart TV et sa chaîne YouTube à partir du 20 avril 2017. Les deux premiers épisodes sont projetés en avant-première le 19 avril 2017 lors du Festival Séries Mania.  La série remporte de nombreux prix en festival. 

### Saison 2 (2019)
Le 21 mars 2019, la RTBF annonce la production d'une deuxième saison de 10 épisodes d'environ 10 minutes chacun pour une diffusion à l'automne 2019.

### Saison 3 (2022)
Le 16 mars 2021, la RTBF confirme la production d'une 3e saison pour 2022. Le format est allongé (6 x 17’) et se penche cette fois sur la bisexualité masculine via un nouveau personnage principal. Les épisodes sortent en mai et juin 2022. 

## Récompenses
- "Prix du Jury" de la meilleure fiction au Swiss Web Festival 2017
- "Prix du Public" de la meilleure fiction au Swiss Web Festival 2017[7]
- "Mention spéciale du jury" au Marseille Web Fest 2017[8]
- "Meilleur montage" au International Online Webfest 2017
- "Meilleur espoir féminin" pour Léone François au International Online Webfest 2017[9]
- "Meilleure performance d'acteur" pour Léone François au São Paulo Webfest 2018
- "Meilleure websérie LGBT" au UK WebFest 2018[10]
- "Meilleure performance" pour Léone François au Webfest Berlin 2020[11]
- "Meilleure websérie" et "Meilleur film LGBT" au Los Angeles Film Awards 2020
- "Meilleure websérie" au Changing Face International Festival 2020
- "Meilleure actrice dans un second rôle" pour Noemi Knecht à Die Seriale 2020
- "Prix du parcours web 2020" pour Martin Landmeters et Caroline Taillet remis par la SACD
- "Honorable Mention Web Series" &  "Honorable Mention Actor" pour Gaspard Rozenwajn au LA Film Awards 2022